# راي باركر (رسام)
راي باركر (بالإنجليزية: Ray Parker)‏ هو فنان ورسام أمريكي، ولد في 1922 في بيريسفورد في الولايات المتحدة، وتوفي في 1990 في نيويورك في الولايات المتحدة.